# Jean Borel (Mediziner)
Jean Borel (auch Johann oder Johannes Borell; * 22. Dezember 1684 in Fenestrelle (Dauphiné); † 12. Januar 1747) war ein deutsch-französischer Mediziner, Physiker, Hochschullehrer und Antoniter.

## Leben
Borel war Sohn des Bürgermeisters von Fenestrelle, Anton Borel. 1685 musste die Familie aus Fenestrelle fliehen und zog nach Zürich. In Zürich durchlief er nach elterlichem Hausunterricht die öffentlichen Schulen. In Zürich erhielt er außerdem den ersten Unterricht in Medizin. Am 23. Februar 1705 wurde er an der Universität Marburg für das weitere Medizinstudium immatrikuliert. Seine Promotion zum Dr. med. erfolgte 1707 mit der Dissertation De Singultu. Anschließend wirkte er in Marburg als praktischer Arzt.
Borel wurde am 17. Juni 1709 als außerordentlicher Professor an die Medizinische Fakultät der Marburger Universität berufen. Zum 1. April 1711 erhielt er eine Stelle als ordentlicher Professor der Medizin. Am 26. November 1715 wurde er auf eigenen Wunsch zusätzlich ordentlicher Professor der Experimentalphysik. Daraufhin war er sowohl Mitglied der Medizinischen als auch der Philosophischen Fakultät. In den Jahren 1712, 1714, 1716, 1722, 1726, 1730 bis 1732, 1734, 1736, 1738, 1740, 1742, 1744 und 1746 leitete er als Dekan die Medizinische Fakultät, 1733, 1740, 1746 als Dekan die Philosophische Fakultät und 1721 als Rektor die Universität. 1722, 1731, 1743 war er Prorektor der Hochschule.
Borel wurde am 13. März 1723 mit dem Prädikat Hof- und Leibmedikus ausgezeichnet.
Der Mediziner Philipp Jacob Borel war sein Sohn.

## Werke (Auswahl)
- De Lacte, Zürich 1705.
- De Singultu, Kürsner, Marburg 1707.
- Jo. Butronis De fluentis aquae monsura: cum annotationibus Joan Boleni, Padua 1721.
- De Apoplexia, Müller, Marburg 1730.